# ハワイ州道50号線

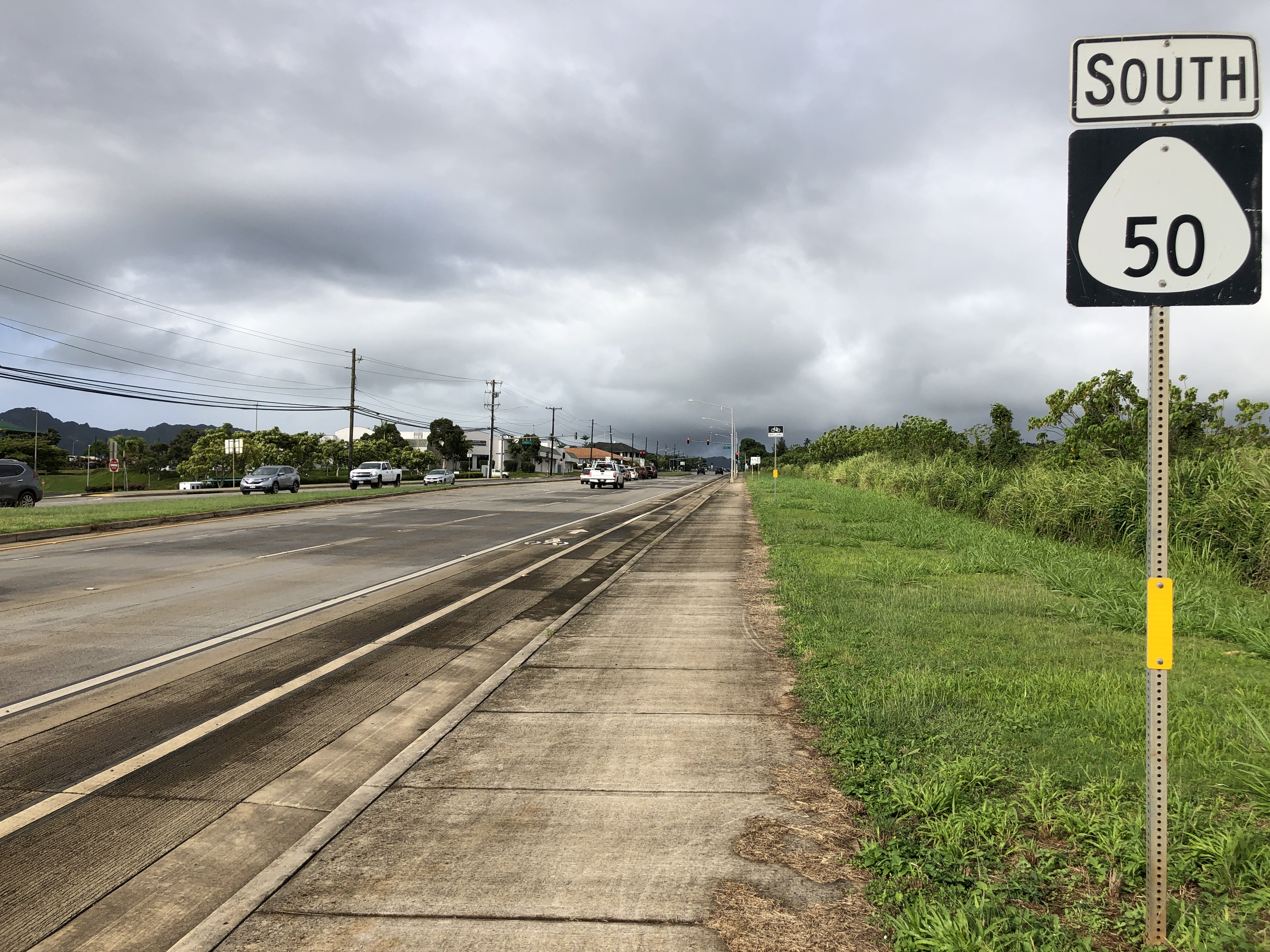
リフエのハワイ州道58号線から南方の50号線を眺める

ハワイ州道50号線（ハワイしゅうどうごじゅうごうせん、英語: Hawaii Route 50）は、リフエのライス・ストリートにあるハワイ州道56号線との交差点から、カウアイ島西岸にある太平洋ミサイル試射場最北端の入口から約 300 メートル北方まで伸びる道路であり、全長 53 キロメートル。50号線はカウアイ島最長の道路であり、カウムアリイ・ハイウェイ (Kaumualiʻi Highway) と呼ばれる。

## 路線
ハワイ州道50号線はリフエから西に向かう路線である。ハワイ州道58号線との交差点にある島唯一のショッピングセンターを通過し、そこから、田舎と小さなコミュニティをいくつか通過する。道路沿いには多くの農園やプランテーションがある。また、国定歴史建造物に指定されているエリザベス要塞がワイメア川との交点にある。
カウアイ島最後のサトウキビプランテーションがワイメアから西の道路沿いに存在する。50号線のワイメアから西側は、太平洋ミサイル試射場、ポリハレ・ビーチ、ケハハ、ハワイ州道550号線経由でワイメア渓谷へ向かうアクセス道路として機能している。550号線の麓にある土産屋とコンビニは、ワイメアから西で利用できる唯一の公共サービスである。50号線の別名である「カウムアリイ・ハイウェイ」の名は、カウアイ島最後の王カウムアリイにちなんで命名された。

## 交差する道路
50号線全体がカウアイ郡に属する。
| 場所     | km   | 行き先                                                                             | 備考        |
| -------- | ---- | ---------------------------------------------------------------------------------- | ----------- |
|          | 0.0  | 太平洋ミサイル試射場空港                                                           | 50号線西端  |
| ケカハ   | 10.8 | ハワイ州道552号線 北方 （アラエ・ロード）– ワイメア峡谷、コケエ                    | 552号線南端 |
| ワイメア | 15.8 | ハワイ州道550号線 北方 （ワイメア峡谷ロード）                                      | 550号線南端 |
| エレエレ | 27.7 | ハワイ州道540号線 東方（ハレウィリ・ロード）– マクブライデ・ミル                   | 540号線西端 |
| カラヘオ | 33.3 | ハワイ州道540号線 西方 （ハレウィリ・ロード）– ヌミラ                              | 540号線東端 |
| ラワイ   | 36.2 | ハワイ州道530号線 南方（コロア・ロード）                                           | 530号線北端 |
|          | 42.3 | ハワイ州道520号線 南方 （マルヒア・ロード）– コロア、ポイプ                        | 520号線北端 |
| リフエ   | 52.0 | ハワイ州道58号線 東方 （ナウィリウィリ・ロード）– ナウィリウィリ、カラパキ・ビーチ | 58号線西端  |
| リフエ   | 52.9 | ハワイ州道56号線 北方 （クヒオ・ハイウェイ）/ ライス・ストリート                   | 56号線東端  |